# Décès en 1357
Décès
- 1353
- 1354
- 1355
- 1356
- 1357
- 1358
- 1359
- 1360
- 1361

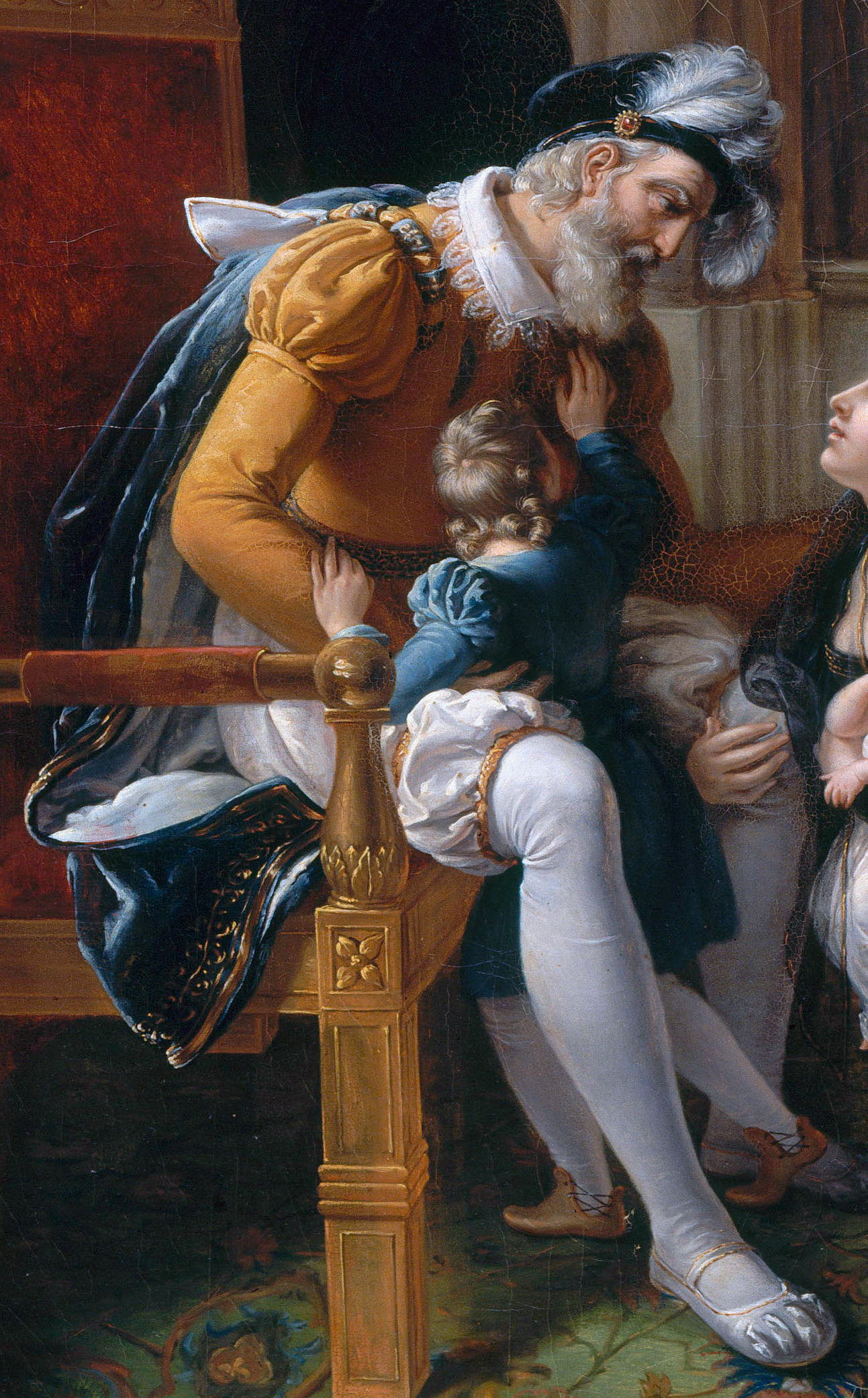
Alphonse IV de Portugal, mort en 1357.

Cette page dresse une liste de personnalités mortes au cours de l'année 1357 :
- 19 janvier: Louis de Vaucemain, évêque de Chartres.
- 21 mai : Pierre de Fretaud, archevêque de Tours.
- 28 mai : Alphonse IV de Portugal, surnommé le Brave,  septième roi de Portugal et le sixième des Algarves.
- 15 août : Thomas II de Saluces, marquis de Saluces.

- Malek Achraf, souverain des Chupanides.
- Charles Ier, seigneur de Monaco (Charles Ier de Monaco), de Menton et de Vintimille.
- Henri Bohic, jurisconsulte, décrétaliste  et canoniste.
- Guy de Montfort, évêque de Saint-Brieuc.
- Jean II de Nuremberg, burgrave de Nuremberg.
- Marie de Portugal, reine consort de Castille.
- Djanibeg, Khan de la Horde d'or.
- Ibn Juzayy al-Kalbi al-Gharnati, érudit, poète, historien, et juriste de l'Al-Andalus.
- Jacopo Passavanti,  architecte et un écrivain italien.
- Soliman, second bey de l’Empire ottoman naissant.
- Trần Minh Tông, empereur du Đại Việt, 2e de la Dynastie Trần postérieure.

## Crédit d'auteurs
- Cet article est partiellement ou en totalité issu de l'article intitulé « 1357 » (voir la liste des auteurs).